# Fiorello Toppo
Fiorello Toppo (Asmara, 12 luglio 1980) è un ex cestista italiano.

## Carriera
Capitano del Pistoia Basket 2000 dal 2005 al 2013, vanta oltre 200 presenze nel campionato di Legadue tutte con la maglia di Pistoia (eccetto 8 presenze con Roseto tra il 1998 ed il 2000).
Dopo la conquista della promozione in serie A con Pistoia, nell'agosto del 2013 viene acquistato dalla Igea Basket Barcellona, squadra militante nel campionato di Legadue. Rimane una sola stagione in Sicilia, poi rientra in Toscana, giocando per tre anni con Bottegone, prima di passare alla Pallacanestro Livorno e chiudere la carriera, a quasi 42 anni, nel Quarrata.